# Новий Кйончин
Новий Кйончин (пол. Nowy Kiączyn) — село в Польщі, у гміні Ставішин Каліського повіту Великопольського воєводства.
Населення — 146 осіб (2011).
У 1975-1998 роках село належало до Каліського воєводства.

## Демографія
Демографічна структура станом на 31 березня 2011 року:
|          | Загалом | Допрацездатний вік | Працездатний вік | Постпрацездатний вік |
| -------- | ------- | ------------------ | ---------------- | -------------------- |
| Чоловіки | 71      | 10                 | 51               | 10                   |
| Жінки    | 75      | 16                 | 46               | 13                   |
| Разом    | 146     | 26                 | 97               | 23                   |